# Rock Songs
Rock Songs es una lista musical estadounidense que aparece semanalmente en la revista Billboard, esta clasifica las canciones según el airplay obtenido en las estaciones de rock alternativo, mainstream rock, y triple A. Fue publicada por primera vez en la edición del 20 de junio de 2009, siendo «Know Your Enemy» de Green Day, el primer número uno en dicha lista. Hasta la fecha, la lista Rock Songs ha tenido veintidós números uno.

## Lista de logros
| Artistas con mayor números uno - Imagine Dragons (5) (empate) - Billie Eilish (5) (empate) - Twenty One Pilots (4) (empate) - Foo Fighters (3) (empate) - Linkin Park (3) (empate) - Zach Bryan (3) (empate) - Alice in Chains (2) (empate) - Fun (2) (empate) - Green Day (2) (empate) - The Black Keys (2) (empate) - Three Days Grace (2) (empate) - Panic! At the Disco (2) (empate) - Taylor Swift (2) (empate) - Coldplay (2) (empate) - Olivia Rodrigo (2) (empate) | Artistas con más semanas acumuladas en el número uno - Imagine Dragons (104) - Panic! At the Disco (79) - Twenty One Pilots (71) - Zach Bryan (51) - Glass Animals (37) - 24kGoldn (35) - Iann Dior (35) - Foo Fighters (30) - Linkin Park (28) - The Black Keys (26) - Kacey Musgraves (23) - Steve Lacy (22) - Three Days Grace (18) - The Lumineers (18) - Alice in Chains (14) |

Canciones que debutaron como número uno
- The Catalyst de Linkin Park (2010)
- Rope de Foo Fighters (2011)
- Oh Love de Green Day (2012)

Bandas que se sustituyeron a sí mismas en el número uno
Foo Fighters – «Rope (12 de marzo de 2011 – 23 de julio de 2011)» fue reemplazado por «Walk» (30 de julio de 2011)
Twenty One Pilots – «Stressed Out» (21 de mayo de 2016 – 18 de junio de 2016) fue reemplazado por Ride el 25 de junio de 2016, esta a su vez sucedida por la también canción de Twenty One Pilots, Heathens, el 27 de agosto de ese mismo año
Imagine Dragons – «Thunder» (18 de noviembre de 2017 – 27 de marzo de 2018) fue reemplazado por «Whatever It Takes»
Catorce canciones han logrado mantenerse diez o más semanas en el número uno. Estas son
65 semanas
High Hopes - Twenty One Pilots (2016-2017)
43 semanas
Birds of a Feather - Billie Eilish (2024-2025)
37 semanas
Heat Waves - Glass Animals (2021-2022)
35 semanas
Mood - 24kGoldn con Iann Dior (2020-2021)
30 semanas
Heathens - Twenty One Pilots (2016-2017)
I Remember Everything - Zach Bryan con Kacey Musgraves (2023-2024)
29 semanas
Believer  - Imagine Dragons (2017-2018)
27 semanas
Shut Up and Dance - Walk The Moon (2015)
23 semanas
Radioactive - Imagine Dragons (2013)
Take me to Church - Hozier (2014-2015)
Stressed Out - Twenty One Pilots (2016)
20 semanas
Rope – Foo Fighters (2011)
19 semanas
Royals – Lorde (2013)
18 semanas
Ho Hey – The Lumineers (2012-2013)
14 semanas
Lonely Boy – The Black Keys (2011-2012)
12 semanas
New Divide – Linkin Park (2009)
Break – Three Days Grace (2009-2010)
Tighten Up – The Black Keys (2010-2011)
Pompeii – Bastille (2014)
Without You – The Kid Laroi (2021)
11 semanas
Burn It Down – Linkin Park (2012)
Ain't It Fun  – Paramore (2014)